# 에밀리 워필드
에밀리 워필드(Emily Warfield, 1972년 8월 10일 ~ )는 미국의 배우, 텔레비전 배우, 영화배우이다.
알링턴에서 태어났다.

## 영화
- 윈저 (2015년)
- 돌아온 보난자 (1993년)
- 캘린더 걸 (1993년)
- 대니의 질투 (1991년)
- 형사와 금고털이 (1990년)
- 블레이즈 (1989년)
- 우리 생애 나날들 (1965년)